# برونو سيلفا (لاعب كرة قدم برتغالي)
برونو سيلفا هو لاعب كرة قدم برتغالي، ولد في 4 مايو 1991 في فارو في البرتغال.

## وصلات خارجية
- برونو سيلفا على موقع قاعدة بيانات كرة القدم.إي يو (الإنجليزية)
- برونو سيلفا على موقع Soccerway.com (الإنجليزية)